# Olesno (województwo małopolskie)
Olesno – wieś w Polsce, położona w województwie małopolskim, w powiecie dąbrowskim, w gminie Olesno.
W latach 1975–1998 miejscowość położona była w województwie tarnowskim.

## Integralne części wsi
| SIMC    | Nazwa       | Rodzaj     |
| ------- | ----------- | ---------- |
| 1048262 | Bugaj       | część wsi  |
| 1048279 | Owczarnia   | przysiółek |
| 1048285 | Podkościele | część wsi  |

## Historia
Olesno istniało już w 1375 roku, ponieważ w latach 1375–1411 powstała parafia o tej nazwie, co jest niewątpliwym dowodem na istnienie miejscowości. Około roku 1580 wioskę zamieszkiwało 631 osób.
W późniejszych latach do Olesna zaczęli napływać osadnicy z północy. W roku 1595 zbudowano nowy, drewniany kościół, konsekrowany przez biskupa krakowskiego w 1616 roku. Blisko sto lat później, w roku 1714 miała miejsce epidemia cholery, podczas której zmarło 556 osób, czyli więcej niż połowę mieszkańców wsi. Zmarłych grzebano w zbiorowych grobach, w miejscu gdzie usytuowana była kaplica św. Anny, której pozostałością jest figura Najświętszej Marii Panny. Częstym kataklizmem występującym na terenie Olesna były powodzie, które nawiedzały ten teren co kilka lat, przeważnie w okresie letnim. Powódź oraz nadmierne opady mające miejsce w czerwcu 1845 roku spowodowały tragiczną klęskę głodu. Rok później miało miejsce wydarzenie zwane rzezią galicyjską. Uzbrojone w widły, kosy, siekiery grupy chłopów, mordowały ziemian i urzędników dworskich oraz plądrowały dwory. Przebieg rzezi na terenie Olesna wyglądał następująco: zbrojne bandy chłopów z okolicznych miejscowości zgromadziły się przed dworem zwanym Owczarnią w Oleśnie. Następnie udali się na plebanię, którą doszczętnie splądrowali. Zamierzali iść do Tarnowa, jednakże dotarli tylko pod karczmę, gdzie zamordowali 26 osób (w tym właściciela Olesna, Karola Koterskiego).
W 1873 roku Olesno nawiedziła epidemia tyfusu. Szybko rozprzestrzeniająca się choroba pochłonęła wiele istnień ludzkich.
Okres I wojny światowej przebiegał na terenie Olesna względnie spokojnie, gdyż walki w rejonie Powiśla Dąbrowskiego przebiegały na linii Dunajca.
II wojna światowa nie oszczędziła Olesna. Tydzień po wybuchu wojny w Oleśnie pojawiły się pierwsze oddziały niemieckie. Niemcy zaatakowali polskie wojsko. Podczas okupacji postrachem Olesna oraz całego Powiśla Dąbrowskiego był żandarm Engelbert Guzdek.
Po wyzwoleniu przystąpiono do formowania władz lokalnych. W 1945 roku utworzono gminną radę narodową w Oleśnie. Dziesięć lat później w wyniku reformy administracyjnej w miejsce gminnej rady narodowej utworzono gromadzką radę narodową w Oleśnie. Reforma administracyjna z 1972 roku doprowadziła do utworzenia gminy Olesno oraz Gminnej Rady Narodowej.

## Zabytki
Obiekt wpisany do rejestru zabytków nieruchomych województwa małopolskiego.

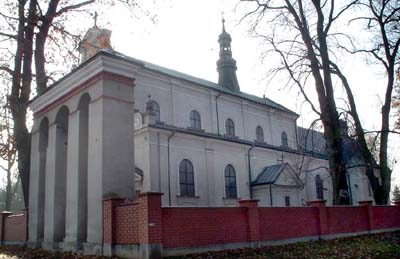
Kościół parafialny w Oleśnie

- Kościół parafialny pw. św. Katarzyny, otoczenie. Obiekt został wzniesiony w 1765 roku w stylu barokowym. Świątynia została konsekrowana przez biskupa tarnowskiego Grzegorza I Zieglera w 1824 roku. W 1909 roku nastąpiła gruntowna przebudowa kościoła polegająca na jego powiększeniu, w wyniku czego kościół otrzymał nowy, trzynawowy korpus. Autorem projektu przebudowy kościoła w 1909 roku, prawdopodobnie jest architekt Jan Sas-Zubrzycki[9]. W 1910 roku miała miejsce ponowna konsekracja dokonana przez biskupa Leona Wałęgę. Wewnętrzna polichromia wykonana w latach 1959–1960 przez Stanisława Westwalewicza została w ostatnich latach gruntownie odnowiona. Ołtarz główny (zakupiony ze zburzonego kościoła św. Szczepana w Krakowie)[10]. z rzeźbami św. Piotra i św. Pawła oraz barokowym krucyfiksem z XVIII wieku. Ołtarz główny został gruntownie odnowiony;
- kaplica św. Trójcy przy kościele parafialnym;
- dwór znany jako Owczarnia, wraz z parkiem zajmuje obszar ok. 3 hektarów. Centralnym elementem całego zespołu jest murowany dwór wzniesiony w na początku XIX wieku. Dokładna data budowy, jak również nazwisko projektanta jest nieznane. Pierwotnie dwór w Oleśnie był skromną, jednokondygnacyjną budowlą na planie prostokąta. Plany tej budowli znane są ze szkiców z 1918 roku. Dwór został przebudowany w latach 1918–1920, w wyniku czego budowla otrzymała masywny portyk na kolumnach i filarach od frontu, nadbudowane piętro oraz zadaszoną galerię. Przebudowane zostały także wnętrza dworu;
- park podworski „Owczarnia”.

## Oświata
- Szkoła Podstawowa w Oleśnie im. prymasa Stefana Wyszyńskiego[11].
- Publiczne Przedszkole w Oleśnie.